# Melg El Ouidane
Melg El Ouidane est une ville de province de Taourirt, dans la région du Rif orientale